# Volapükagased: Zänagased pro Volapükanef.
Volapükagased (Волапюквестникът), или първоначалното му пълно заглавие Volapükagased pro Nedänapükans (на волапюк: Волапюквестник за холандскоговорещи) е основният орган на второто движение на волапюк (след редактирането на Анри де Йонг). Вестникът се издава в Холандия, където е подемът в изучаването на езика. Вестникът излиза в периода 1932-1963 г., с изключение на годините на Втората световна война, когато нацистите забраняват изучаването на изкуствени езици и се спира отпечатването на вестника. Анри де Йонг го публикува до 1952 г., след което главен редактор става Йохан Крюгер, който променя името на вестника на Volapükagased: Zänagased за Volapükanef (на волапюк: Волапюквестникът: Вестникът за волапюкисти).